# برتراند واتسون
برتراند واتسون (بالإنجليزية: John Bertrand Watson)‏ هو سياسي بريطاني (وحمل سابقاً جنسية المملكة المتحدة لبريطانيا العظمى وأيرلندا)، ولد في 16 مايو 1878، وتوفي في 16 فبراير 1948. حزبياً، نشط في الحزب الليبرالي. في الانتخابات الفرعية في مجلس العموم البريطاني ‏، انتخب عضو برلمان المملكة المتحدة الـ30 عن دائرة Stockton-on-Tees (UK Parliament constituency) ‏ (20 مارس 1917 – 25 نوفمبر 1918) وفي الانتخابات العمومية البريطانية 1918 ‏، انتخب عضو برلمان المملكة المتحدة الـ31 عن دائرة Stockton-on-Tees (UK Parliament constituency) ‏ (14 ديسمبر 1918 – 26 أكتوبر 1922) وفي الانتخابات العامة في المملكة المتحدة 1922 ‏، انتخب عضو برلمان المملكة المتحدة الـ32 عن دائرة Stockton-on-Tees (UK Parliament constituency) ‏ (15 نوفمبر 1922 – 16 نوفمبر 1923).